# Tribenisusta
Tribenisusta – gaun wikas samiti w zachodniej części Nepalu w strefie Lumbini w dystrykcie Nawalparasi. Według nepalskiego spisu powszechnego z 2001 roku liczył on 1850 gospodarstw domowych i 9412 mieszkańców (4778 kobiet i 4634 mężczyzn).